# Onthophagus sjoestethi
Onthophagus sjoestethi es una especie de insecto del género Onthophagus, familia Scarabaeidae, orden Coleoptera.
Fue descrita científicamente por D'Orbigny en 1904.